# 承恩寺 (襄阳市)
31°59′16″N 111°47′43″E / 31.98778°N 111.79528°E
承恩寺位于中华人民共和国湖北省襄阳市谷城县茨河镇五朵山北侧，回龙河水库上游，是全国重点文物保护单位。
承恩寺始建于隋大业年间，初名“宝严禅寺”。唐广德年间重修后称“广德宝严禅寺”。明洪武年间重建。永乐十九年（1421年）明成祖命少林寺僧觉成主持扩建。天顺元年（1457年），英宗复辟后，感襄宪王忠心，改广德寺为承恩寺，并大规模修缮。
承恩寺座落在一个向东开口的山谷内，坐北朝南，依山而建，现存天王殿、大雄宝殿（水陆崇圣殿）、永安招提门、和尚殿、钟鼓楼及厢房等建筑。天王殿面阔五间，硬山顶，木构架为抬梁式和穿斗式相结合。大雄宝殿面阔进深各五间，平面呈方形，边长21.08米，重檐歇山顶。此外，寺旁还有隋炀帝公主坟、和尚石塔和石刻等。
在承恩寺东侧的山谷开口处，建有八一电影制片厂湖北分厂。

## 文物保护情况
1956年11月15日，以“承恩寺”的名义被湖北省人民委员会列为第一批湖北省文物保护单位；2006年5月25日，以“茨河承恩寺”的名义被中华人民共和国国务院列为第六批全国重点文物保护单位。
其作为文物的保护范围为：茨河承恩寺及周围一定范围。四至：以寺庙外墙为界，四周向外延伸30米。东面至八一电影制片厂湖北分厂50号楼，西面至八一电影片厂湖北分厂蓄水池，南面至八一电影制片厂湖北分厂摄影棚，北面至八一电影制片厂湖北分厂洗印车间。
其作为文物的建设控制地带为：以保护范围四至为界向外延伸。东面至九棵松，西面至狮子峰，南面至金子山顶，北面至殿后山顶。